# Plateau Challenger

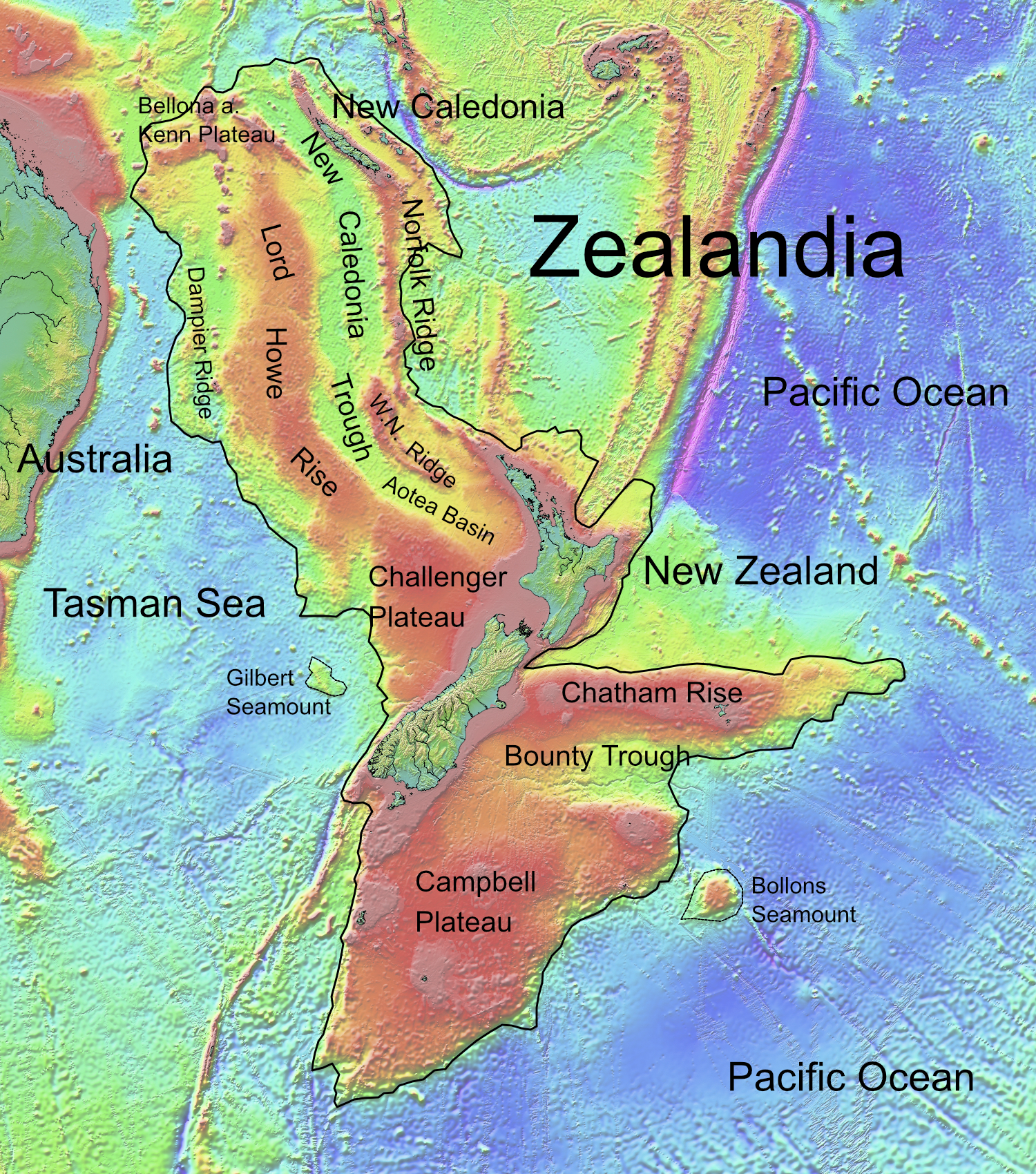
Topographie de Zealandia

Le plateau Challenger est un grand plateau sous-marin au nord-ouest de la Nouvelle-Zélande, au sud du ride de Lord Howe. Il trouve ses origines dans la fin du Gondwana et est l'une des cinq plus grandes parties du continent de Zealandia, presque entièrement immergé.
Il a un diamètre approximatif de 500 km et une surface d'environ 280 000 km2. 
La profondeur de l'eau au-dessus du plateau varie entre 500 m à 1 500 m et il est recouvert jusqu'à 3 500 m d'épaisseur de roches sédimentaires allant du début du Crétacé jusqu'à la période récente .